# برونو بارونتشيلي
برونو بارونتشيلي (بالفرنسية: Bruno Baronchelli)‏ هو مدرب كرة قدم ولاعب كرة قدم فرنسي في مركز الهجوم، ولد في 13 يناير 1957 في مدينة تور في فرنسا. شارك مع منتخب فرنسا لكرة القدم. أما مع النوادي، فقد لعب مع نادي لوهافر ونادي نانت.

## وصلات خارجية
- برونو بارونتشيلي على موقع قاعدة بيانات كرة القدم.إي يو (الإنجليزية)
- برونو بارونتشيلي على موقع ناشيونال فوتبول تيمز (الإنجليزية)
- برونو بارونتشيلي على موقع عالم كرة القدم.نت (الإنجليزية)
- برونو بارونتشيلي على موقع أوليمبيديا (الإنجليزية)